# Febbre reumatica
La  febbre reumatica (o reumatismo articolare acuto) è una malattia infiammatoria acuta.

## Storia
Tale patologia era sicuramente la malattia reumatica più diffusa sino alla fine della seconda guerra mondiale. In seguito, grazie alla diffusione degli antibiotici e al miglioramento delle condizioni sociali ed economiche dei paesi occidentali, le manifestazioni sono diminuite notevolmente. Nella seconda metà del XX secolo, l'incidenza era di un caso su 1 000 abitanti ogni anno.

## Epidemiologia
Colpisce entrambi i sessi e la sua incidenza è maggiore nell'età che intercorre fra i 5 e i 15 anni. Attualmente in Italia la comparsa di tale malattia è diminuita molto arrivando a 1 caso su 100 000 persone. La sua diffusione rimane alta nei paesi meno progrediti, nei quali costituisce ancora oggi un problema di carattere pubblico-sanitario, e dove l'incidenza giunge sino a 100 casi su 100 000, mentre in posti come l'Australia o gli Stati dell'Europa dell'est di norma supera i 10 casi su 100 000

## Eziologia
L'origine della malattia è da riscontrarsi in un agente patogeno localizzato in gola che causa una faringotonsillite: lo streptococco di tipo A. Se questa non viene curata adeguatamente il rischio di sviluppare la malattia aumenta. Vi è inoltre una maggiore predisposizione familiare in alcuni soggetti. Per quanto riguarda le manifestazioni della patologia esse sono dovute alla flogosi del tessuto valvolare, che comporta una diminuzione delle capacità della valvola cardiaca (insufficienza valvolare) e un aumento della chemiotassi dei linfociti verso essa. Le cause sono da riscontrarsi in un disordine del tipo-autoimmune: condizioni recidive e frequenti di faringo-tonsillite portano alla sensibilizzazione del soggetto nei confronti di molecole antigeniche portate dallo Streptococco; ciò comporta una reazione crociata nei confronti di epitopi comuni, del self, a localizzazione cardiaca, articolare, vasi sanguigni. Cioè gli anticorpi, soprattutto IgG prodotti contro gli antigeni portati dal batterio, vanno a interagire anche con molecole dal punto di vista strutturale simili agli antigeni batterici provocando danni anche irreversibili.

## Sintomatologia
I dati relativi ai sintomi e ai segni clinici furono elaborati per la prima volta nel 1944 da Jones TD, e successivamente furono rivisti da altri gruppi.. Si sono così elaborati criteri maggiori e minori necessari per formulare le diagnosi, che per essere valide devono sostenere o 2 criteri maggiori o uno maggiore e 2 minori; in quest'ultima possibilità tali criteri devono essere accompagnati dalla dimostrazione o di una recente infezione streptococcica che può anche essere dimostrata tramite tampone faringeo oppure dalla positività del titolo antistreptolisinico.

### Criteri maggiori
- Cardiopatia reumatica (endocardite, miocardite, pericardite, identificabile nel 50% dei casi) molto spesso associata alla comparsa di soffi cardiaci (per insufficienza aortica e insufficienza mitralica), con diverse forme, nella più grave delle quali può portare alla morte del paziente.
- Corea di Sydenham (10% nei bambini), talvolta chiamata Ballo di san Vito, si manifesta tardivamente anche a distanza di mesi dall'insorgenza della patologia e porta il paziente a compiere movimenti involontari.
- Eritema marginato, che si manifesta raramente sul tronco e non mostra prurito.
- Poliartrite, un'artrite a carattere migrante che interessa perlopiù le grosse articolazioni (ginocchia, caviglie, spalle ecc.), che è la manifestazione più diffusa (70%). Risponde bene ai salicilati ma, se non viene trattata, prolunga la sua durata per un paio di settimane.
- Noduli sottocutanei (o noduli reumatici di Meynet), piccoli (del volume variabile da una lenticchia ad una nocciola), che si localizzano a livello delle superfici estensorie delle articolazioni, sono mobili, non dolenti e transitori.

L'acronimo J.O.N.E.S. è usato per ricordare questi criteri e deriva dalle iniziali delle parole inglesi: Joints (articolazioni, poliartrite), O (dove la "O" rappresenta il cuore, indicando dunque la cardite), Nodules (noduli cutanei), Erithema marginatum (eritema marginato), Sydenham's Chorea (corea di Sydenham).

### Criteri minori
Febbre, artralgia, VES elevata o positività della PCR, allungamento del tratto PR all'ECG, precedente episodio di febbre reumatica.

### Altri sintomi
Fra le altre manifestazioni della malattia vi sono sonnolenza, senso di stanchezza, dolore addominale, anoressia e epistassi (si riscontra in 4% dei bambini).

## Esami
- Esame ematochimico (analisi del sangue), dove si evinca una VES elevata.
- Elettrocardiogramma, dove si riscontrino alcune aritmie o blocchi di conduzione (blocco atrio-ventricolare di primo grado)
- Radiografia del torace
- Eco Doppler, insufficienza di una delle valvole cardiache, soprattutto la mitrale e l'aortica.
- Ecocardiografia, l'esame più completo

Altro esame è la biopsia endomiocardica, ma i suoi risultati non possono essere ritenuti utili ai fini della diagnosi.
L'infezione da streptococco beta emolitico di gruppo A può essere documentata con un tampone faringeo; oppure possono essere ricercati gli anticorpi verso gli antigeni streptococcici (titolo antistreptolisinico).

## Diagnosi
I criteri maggiori di Jones restano ancora validi, anche se vengono cambiati e aggiornati molto spesso.

### Diagnosi differenziale
Molte sono le malattie dalle quali si deve distinguere la febbre reumatica:
- Endocardite infettiva
- Artrite reumatoide
- Artrite settica[11]
- Epatite B
- Rosolia

## Terapie
Il trattamento è di varia natura. Oltre al riposo forzato e dieta controllata in caso di cardite, sono previsti una terapia farmacologica e nei casi più gravi una chirurgica.

### Farmacologica
I farmaci FANS e aspirina non si usano quasi più perché l'aspirina è fortemente epatotossica. Per combattere l'infezione viene utilizzata la penicillina V o G, la cui assunzione deve essere garantita per almeno 10 giorni. La profilassi primaria serve a evitare complicanze della faringotonsillite e prevenire la malattia reumatica.
Altri farmaci da utilizzare sono:
- Eritromicina, 250 mg, ogni 6 ore sempre per 10 giorni
- prednisone, 40–60 mg (se presente la cardite)

Per quanto riguarda le forme di penicillina:
- Fenossimetil-penicillina 250 mg (da somministrare ogni 6 ore)

### Chirurgica
Solo in determinati casi, i più gravi, è necessaria la sostituzione valvolare, mentre la chirurgia riparativa non sempre fornisce risultati positivi.

### Prognosi
La prognosi risulta positiva nella quasi totalità dei casi entro due mesi dall'insorgenza. I sintomi regrediscono fino alla loro scomparsa.